# 예레마인 렌스
예레마인 다우드 렌스(Jeremain Daud Lens, 1987년 11월 24일 ~)는 축구 선수이다. 현재 베르사유에서 활약하고 있다.